# Larissa Wilson

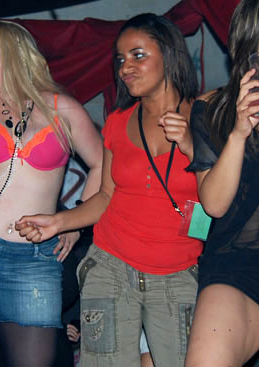
Larissa Wilson (2007)

Larissa Wilson (* 5. Mai 1989 in Bristol, England) ist eine britische Schauspielerin. Sie wurde vor allem durch ihre Rolle als Jal Frazer in der britischen Serie Skins – Hautnah bekannt.

## Leben
Larissa Wilson arbeitet bei Film und Fernsehen. Von 2007 bis 2008 verkörperte sie in den ersten zwei Staffeln der Fernsehserie Skins – Hautnah die Hauptrolle der musikalisch begabten Jal Frazer. Zu ihren Co-Stars gehörten Dev Patel und Nicholas Hoult.
Auf dem Festival de Télévision de Monte-Carlo wurde sie 2008 für den Fernsehpreis Nymph d'Or in der Kategorie Outstanding Actress - Drama Series nominiert. Des Weiteren sah man sie 2009 im Kinofilm Tormented an der Seite von April Pearson und Alex Pettyfer.

## Synchronstimme
Die Rolle der Jal Frazer, die Larissa Wilson in der Fernsehserie Skins – Hautnah darstellte, wurde von Julia Meynen synchronisiert.

## Filmografie
- 2007–2008: Skins – Hautnah (Skins, Fernsehserie, 18 Folgen)
- 2007: Skins: Secret Party (Kurzfilm)
- 2008: Holby City (Fernsehserie, 2 Folgen)
- 2009: Kingdom (Fernsehserie, Folge 3x03)
- 2009: Tormented
- 2010: Conviction (Kurzfilm)
- 2011: The Sparticle Mystery (Fernsehserie, 2 Folgen)
- 2011: Shirley (Fernsehfilm)
- 2011: The Boarding (Fernsehserie, 3 Folgen)
- 2012: Trollied (Fernsehserie, 3 Folgen)
- 2012: The Town (Mini-Fernsehserie, Folge 1x01)
- 2014: Suspects (Fernsehserie, 3 Folgen)